# Theodorus van Sonsbeeck
Theodorus van Sonsbeeck (Zwolle, 1 mei 1871 – Heemstede, 13 augustus 1955) was een Nederlands bestuurder. Tussen 1901 en 1912 was hij burgemeester van Weerselo.
Alvorens hij burgemeester werd was hij secretaris van de gemeente Ambt Delden. Van Sonsbeeck's schoonvader, advocaat Lodewijk Guillaume Verwer, overleed in 1910 en liet 250 ha land in het Drentse Zorgvlied na, met diverse villa's en boerderijen. De villa "Huize Zorgvlied" was een rusthuis en Th. van Sonsbeeck werd er na zijn vertrek uit Weerselo bestuurder van. In 1929 werd hij bestuurder van het marinehospitaal "Duinrust" in Overveen. Daar bleef van Sonsbeeck tot zijn pensionering. Na een kort ziekbed overleed hij op 84-jarige leeftijd in het psychiatrische gesticht "huize St. Bavo" in Heemstede.
Theodorus van Sonsbeeck was familie van Willem van Sonsbeeck, burgemeester van Breda en gouverneur van Limburg, en Hendrik van Sonsbeeck, burgemeester van Heino.